# Geografia del Kosovo

Mappa del Kosovo

Il Kosovo è situato nella parte sud-occidentale della Penisola Balcanica.
Il suo piccolo territorio è prevalentemente montuoso ed è senza sbocco al mare.
Il paese è situato fra i 41°30' e i 43°30' di latitudine nord e tra i 20° e i 22° di longitudine est. Il punto più meridionale del paese è a 41° 52' 30" di latitudine nord, un picco che condivide il confine con Albania e Macedonia, nella municipalità di Dragash.

## Dati generali

### Confini
I confini del Kosovo si sviluppano per 700,7 km così ripartiti:
- a sud-ovest con l'Albania - 111,7 km
- a sud-est con la Macedonia - 158,7 km
- a ovest con il Montenegro - 78,6 km
- a nord ed est con la Serbia - 351,6 km

Il Kosovo non si affaccia al mare quindi non ha costa.

### Superficie

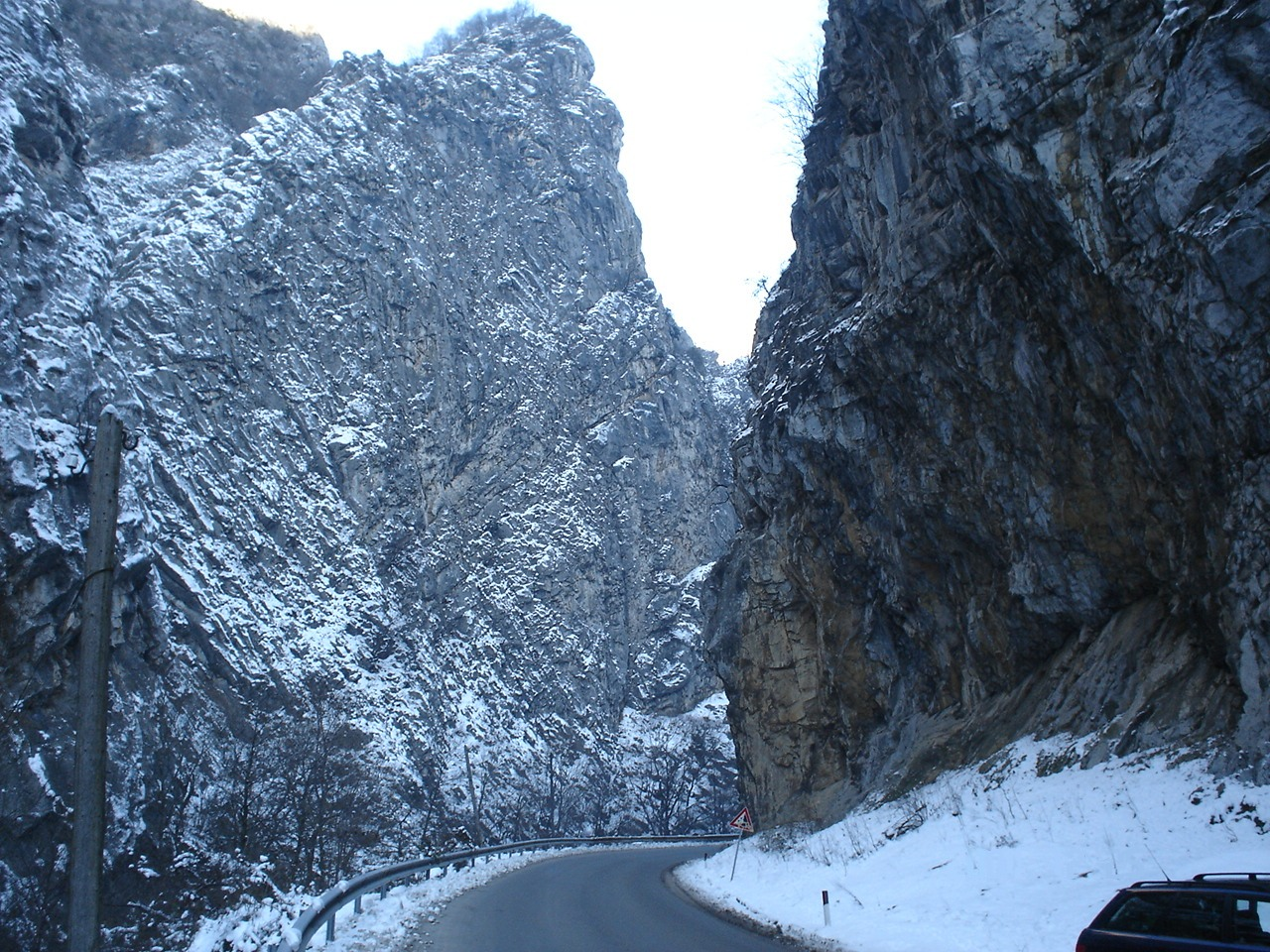
Monti Šar

La superficie complessiva del paese è pari a 10 887 km² (166º al mondo), paragonabile a quella dell'Abruzzo. Solo il Lussemburgo e i sei microstati europei (Andorra, Malta, Liechtenstein, San Marino, Monaco e Vaticano) hanno una superficie minore, nel Vecchio Continus clauusisio.

## Morfologia
Il Kosovo ha un territorio occupato in gran parte da rilievi, fra cui i principali sono il Kopaonik a nord, i Mali i sharrit (o Monti Šar) a sud e sud-est e le Alpi Albanesi a ovest (con la cima più elevata, la Gjeravica, 2.656 metri). Le pianure principali sono il bacino della Metohija / Dukagjin a ovest e la piana del Kosovo a est, separate da una zona di colline (Golak).

## Idrografia

### Laghi
Nonostante le sue piccole dimensioni, sono diversi i laghi che si possiamo incontrare in Kosovo.
Laghi principali
| Nome           | Volume m³   | Distretto   |
| -------------- | ----------- | ----------- |
| Gazivoda       | 380 milioni | Mitrovica   |
| Radonic        | 113 milioni | (sud-ovest) |
| Batlava        | 40 milioni  | Prishtina   |
| Badovac        | 26 milioni  | (nord-est)  |
| Lago del Cuore |             |             |
| Grande Lago    |             |             |

### Fiumi
Tra i principali fiumi che solcano le vallate kosovare si ricordano il Drin Bianco, che sfocia nel Mar Adriatico, con il suo affluente Erenik, la Sitnica, la Morava Meridionale nelle colline del Golak, e i fiumi Ibar e Drenica.
Notevoli sono le cascate del fiume Drin, alte 25 metri, che si formano alla bocca del fiume, e le Cascate Mirusha, una serie di cascate che prendono il nome dal fiume Mirusha, un tributario del Drin Bianco, nella municipalità di Malishevë, nel Kosovo occidentale, sul lato orientale della piana Dukagjin.